# Amblyomma crassum
Amblyomma crassum  (лат.) — вид клещей рода Amblyomma из семейства Ixodidae. Южная Америка: Колумбия, Перу. Паразитируют на пресмыкающихся, таких как черепаха Geochelone denticulata (= Testudo tabulata). У самцов спинной жесткий щиток прикрывает все тело, у самок треть.